# Martim Xira
D. Martim Xira (1200 - ?) foi um Rico-homem e cavaleiro medieval do Reino de Portugal. Exerceu o Senhorio de Vila Franca do Ribatejo que devido a esse facto se passou a denominar Vila Franca de Xira. Foi o 4.º senhor do Morgado da Albergaria de São Mateus, cuja fundação se deve ao avô paterno de sua mãe, D. Paio Pais de  Delgado.

## Relações familiares
Foi filho de D. Xira Rolim ou D. Childe Rolim (1175 -?) e de D. Maria Pais Rebolo (1180 -?), filha de Pero Pais de Delgado, 2.º senhor de Albergaria (1155 -?). Casou com Aldonça Fernandes Brandão (c. 1200 -?).Dom Xira, foi filho do Ingles ;Guilherme Schira;Xira,Senhor de Xira,PortugaL.  
Teve filhos: 
1. Aldonça Martins Xira (c. 1220 -?), 5.ª Senhora do Morgado da Albergaria de São Mateus, casada com Domingos Martins de Bulhão
2. Teresa Martins Xira (c. 1230 -?), casada com Lopo Rodrigues de Paiva.